# Thomas Eisfeld
Thomas Eisfeld (Finsterwalde, 18 gennaio 1993) è un calciatore tedesco, centrocampista del Rot-Weiss Essen.

## Carriera

### Arsenal

#### Stagione 2012-2013
Dopo aver giocato nelle giovanili del Borussia Dortmund, il 31 gennaio 2012 viene acquistato dall'Arsenal per 475.000 sterline.
Fu convocato per disputare la tournée asiatica nel luglio del 2012. Nella prima partita, subentrò al posto di Theo Walcott, segnando il primo gol del match.. Nella seconda partita contro il Ketchee SC, subentrò nuovamente dalla panchina segnando il gol del pareggio. La partita finì 2-2.
Il 30 ottobre dello stesso anno, debutta in prima squadra in una partita di Coppa di Lega contro il Reading, vinta per 7-5.

#### Stagione 2013-2014
Viene convocato per la prima volta in stagione con in prima squadra nella partita di Coppa di Lega contro il West Bromwich, segnando il suo primo gol in assoluto con la maglia dei gunners.

### Fulham
Il 23 luglio 2014 viene acquistato dal Fulham.

## Palmarès

### Club

#### Competizioni nazionali
- Campionato tedesco di seconda divisione: 1

Bochum: 2020-2021